# Sebők Zsigmond
Sebők Zsigmond, születési nevén Sternfeld Zsigmond (Párkány, 1861. szeptember 22. – Budapest, Terézváros, 1916. június 4.) író, hírlapíró, a magyar gyermekirodalom klasszikusa; ő teremtette meg Maczkó úr, Dörmögő Dömötör, Zebulon és Dorka, Róka Miska, Malac Misi alakjait. Írói álnevei: Lőrinczy György, Öreg Medve.

## Élete
Sternfeld Rezső kereskedő és Jaulus Mária (1837–1906) fiaként született zsidó származású családban. Középiskolai tanulmányait Esztergomban és a budapesti Berzsenyi Dániel Gimnáziumban végezte. 1880-ban felvételt nyert a műegyetemre mint tanárjelölt és a természettudományi szakot végezte el; vonzalma azonban a hírlapírói pályára vitte.
Egyetemi tanulmányait abbahagyva 1882-ben a Pesti Hírlap tárcaírója lett. 1884-ben Szegedre ment és négy évig a Szegedi Napló munkatársa volt. Az alföldi élet és a tanyák világa mély benyomást tett rá, melynek hatása irodalmi működésén is tetten érhető. Szegeden barátkozott össze Pósa Lajossal, a magyar gyermekirodalom akkor legnépszerűbb alakjával, legfontosabb ösztönzőjével.
1887-ben visszatért a Pesti Hírlap szerkesztőségébe, 1892-ben pedig a Budapesti Hírlap kötelékébe lépett. Írt országgyűlési tárcákat, karcolatokat és mint a tárcarovat vezetője, elbeszéléseket, könyvismertetést; gyakran vezércikket is.
Ezenkívül 1889-1909 között munkatársa volt Pósa Lajos az Az Én Újságom című gyermeklapjának, de az Új Időknek (többnyire Keve álnév alatt), az Esti Ujságnak és a Kakas Márton élclapnak is írt. 1909-től Benedek Elekkel szerkesztette a Jó Pajtást.
Több mint 30 gyerekkönyve jelent meg. Legnagyobb sikert elért művei a Mackó úr-féle medvetörténetek (később Dörmögő Dömötör).
Több irodalmi társaság is tagjául választotta (Petőfi Társaság, 1891; Dugonics Társaság, 1892; Kisfaludy Társaság, 1904).

## Magánélete
Felesége Rákosi Erzsébet (1874–1961) volt, akit 1895. október 10-én Budapesten, a Terézvárosban vett nőül.
Gyermekei
- Sebők Andor István (1896–1985) okleveles gépészmérnök. Felesége Hajnal Irén iparművész volt.[8]
- Sebők Klára Eugénia Karolina (1901–?). Férje Gubacs Gábor (1891–1953) tanár volt.[9]
- Sebők Magdolna Anna Mária (1904–?). Férje dr. galgóczi Galgóczi (Schóber) Albert Károly (1900–1973) bankhivatalnok volt.[10]

## Munkássága
Elbeszélésein Jókai és Mikszáth hatása érződik. Az 1880-as évektől kezdett a gyermek- és ifjúsági irodalommal foglalkozni. Több mint harminc, az ifjúság számára írt könyve jelent meg. Legnagyobb sikert elért művei a Mackó úr-történetek. Az ügyetlen és kissé bárdolatlan Mackó úr különböző tapasztalatokat szerez az emberek között, miközben jelleme változik, fejlődik. Később Dörmögő Dömötör néven folytatta tovább kalandjait.

## Művei

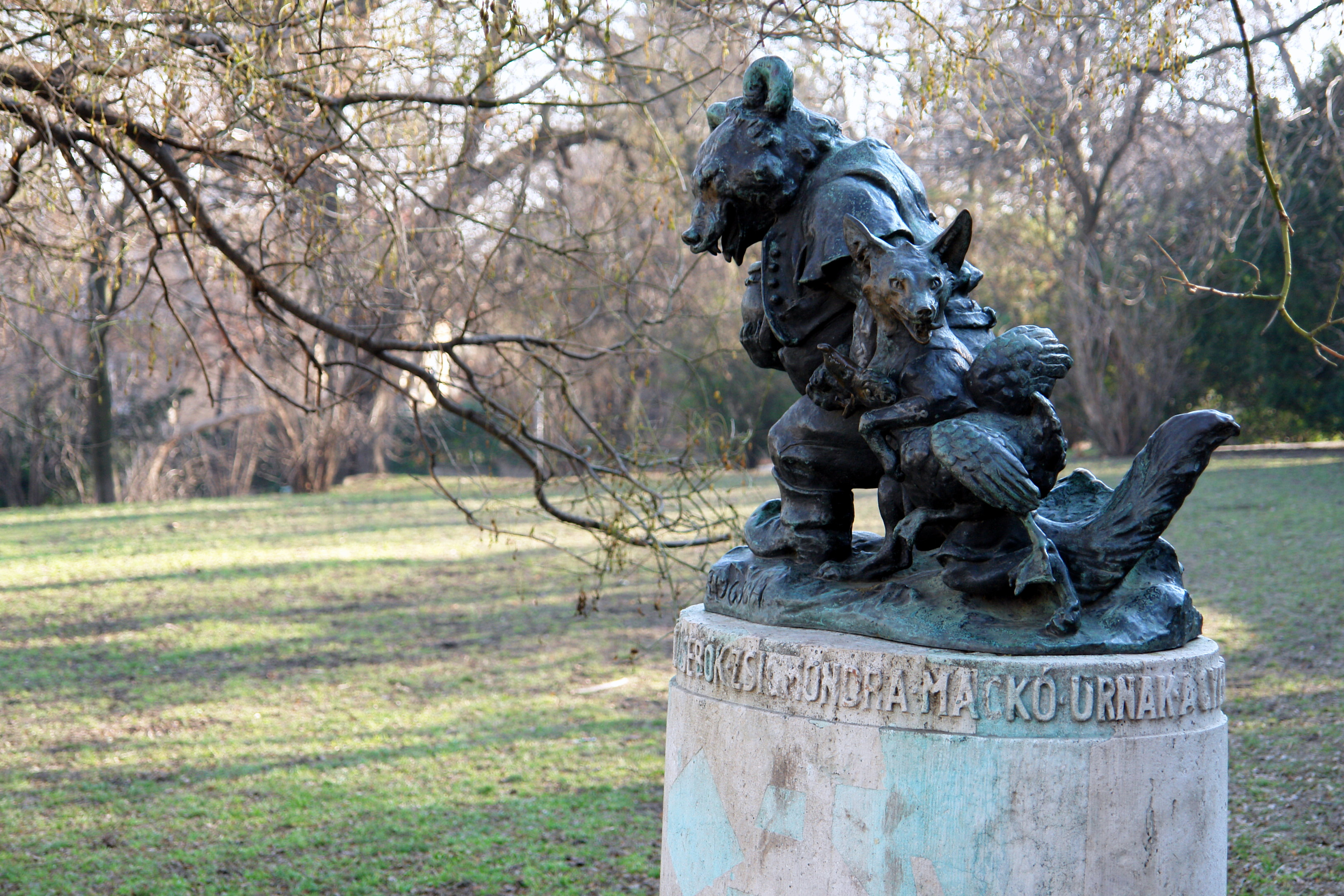
Mackó úr szobra a budai Európa Parkban, Maugsch Gyula alkotása, 1934. 1970-ben került itteni helyére

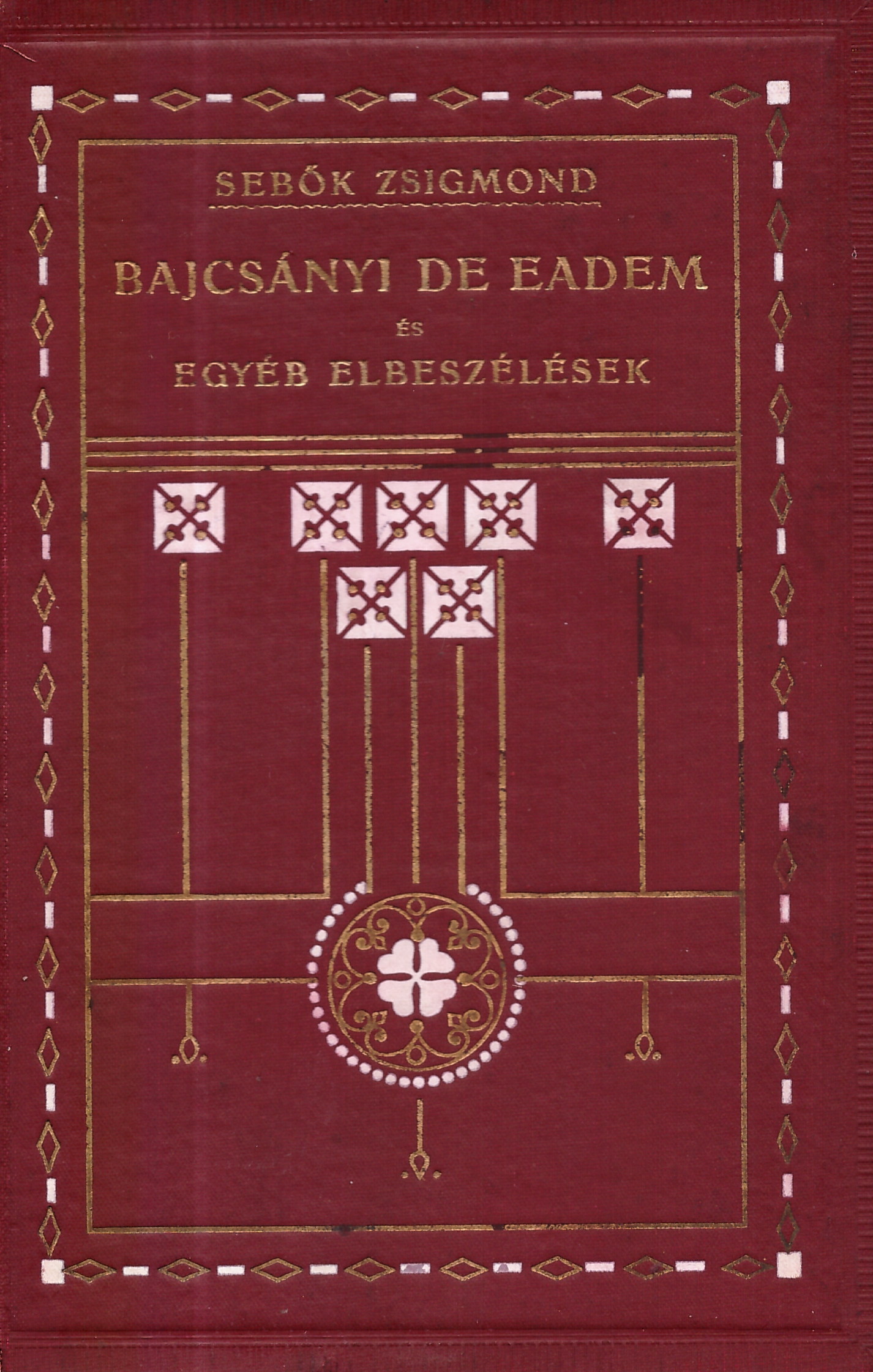

- Alakok (elbeszélések) Szeged, 1887
- Elbeszélések, Budapest, 1894
- Mackó úr utazása és egyéb történetek, 1893
- Lőrinczy György: Erzsébet királyné; Singer-Wolfner, Budapest, 1898 (Filléres könyvtár)
- Petőfi, 1899
- A kis mérnökök; Singer és Wolfner, Budapest, 1899 (Piros könyvek)
- A két árvizes gyerek. Elbeszélés a magyar ifjúság számára; Singer és Wolfner, Budapest, 1901 (Piros könyvek)
- Kossuth Lajos élete, 1902
- Tarka mesék. Gyermekeknek, 1903
- Városi cica falun (elbeszélések), 1903
- Pusztai élet. Elbeszélések; Singer-Wolfner, Budapest, 1903 (Színes könyvek)
- Maczkó úr utazásai / Maczkó úr a kiállításon / Maczkó úr az Alföldön / Maczkó úr a Tengeren; Singer-Wolfner, Budapest, 1903
- Cserebogár úrfi a tengeren (mesék), 1904
- Falusi cica Budapesten; Singer-Wolfner, Budapest, 1904 (Filléres könyvtár)
- A gyöngyhuszár; Singer-Wolfner, Budapest, 1904 (Filléres könyvtár)
- Pattogatott kukorica; Singer-Wolfner, Budapest, 1905 (Filléres könyvtár)
- Utazás Tündérországba (mesék), 1905
- Maczkó úr újabb utazásai / Maczkó úr a Balatonon / Maczkó úr Budapesten / Maczkó úr úton; Singer-Wolfner, Budapest, 1906
- Kert alatt. Mesék és történetek; Singer-Wolfner, Budapest, 1907 (Apró emberek könyvtára)
- Tilinkós Lajkó (mesék), 1907
- A doktor úr (elbeszélések), 1907
- Mackó úr szárazon és vízen, 1907
- Mennek, mendegélnek... Mesék és történetek; Singer-Wolfner, Budapest, 1907
- Bajcsányi de eadem és egyéb elbeszélések; Franklin Ny., Budapest, 1909
- Hogyan ne beszéljenek a gyerekek; Singer-Wolfner, Budapest, 1910 (Filléres könyvtár)
- Maczkó úr vendégei; Singer-Wolfner, Budapest, 1910 (Filléres könyvtár)
- A hivatal és egyéb történetek; Lampel, Budapest, 1910 (Magyar könyvtár)
- A bogarak háborúja, 1911
- Csutora Jancsi kalandozásai a levegőben sok tarka-barka történettel. Gyermekek számára; Lampel, Bp., 1911
- Dörmögő Dömötör az országban (regény), 1912
- Dörmögő Dömötör utazása hegyen, völgyön meg a nagy ládával (regény), 1913
- Kujon és Kaján és egyéb bohóságok; Lampel-Wodianer, Budapest, 1913
- Színfoltok, 1914
- Ifjúkor és néhány más elbeszélés; Franklin, Budapest, 1914
- Dörmögő Dömötör újabb utazásai háborúban és békében; Franklin, Budapest, 1914
- A milliomos fia. Történet egy nagy budapesti házból az ifjúság számára; Franklin, Budapest, 1917
- Dörmögő Dömötör újabb utazásai a Királyhágón túl; Franklin, Budapest, 1918
- Dörmögő Dömötör utazása a cserkészfiúkkal; Franklin, Budapest, 1920
- Dörmögő Dömötör mint önkéntes. Dörmögő Dömötör az olasz harctéren; Franklin, Budapest, 1921
- Az arany cipő. Az ifjúság számára; Franklin, Budapest, 1922
- A báróné rokonai; Franklin, Budapest, 1925
- Csutora Jancsi kalandozásai a levegőben. Sok tarka-barka történettel; Lampel, Budapest, 1926
- Öreg Medve: Utazunk Budapestre. Tányértalpú koma újabb kalandjai; Singer és Wolfner, Budapest, 1934
- Öreg Medve: Mufurc és Mickó. Tányértalpú komáék újabb kalandjai; Singer-Wolfner, Budapest, 1936
- Dörmögő Dömötör és a labdarúgók; Móra, Budapest, 1958
- Mackó úr utazásai. Mackó úr a Bakonyban, az Alföldön és a tengeren Meseregény a századforduló éveiből; átigazította Borbély Sándor; Bembo, Budapest, 1989
- Mackó úr újabb utazásai Mackó úr a Balatonon, Budapesten és úton. Meseregény a századforduló éveiből; átigazította Borbély Sándor; Bembo, Budapest, 1990
- Mackó úr újra úton. Meseregény a századforduló éveiből; átigazította Szőcs Zsóka; Bembo, Budapest, 1991
- Mackó úr a hullámok hátán; Magyar Ház, Budapest, 2009 (Magyar Ház könyvek)
- A kis hercegkisasszony és más mesék. Olvasásra és felolvasásra Sebők Zsigmond meséi; Cahs, Debrecen, 2012

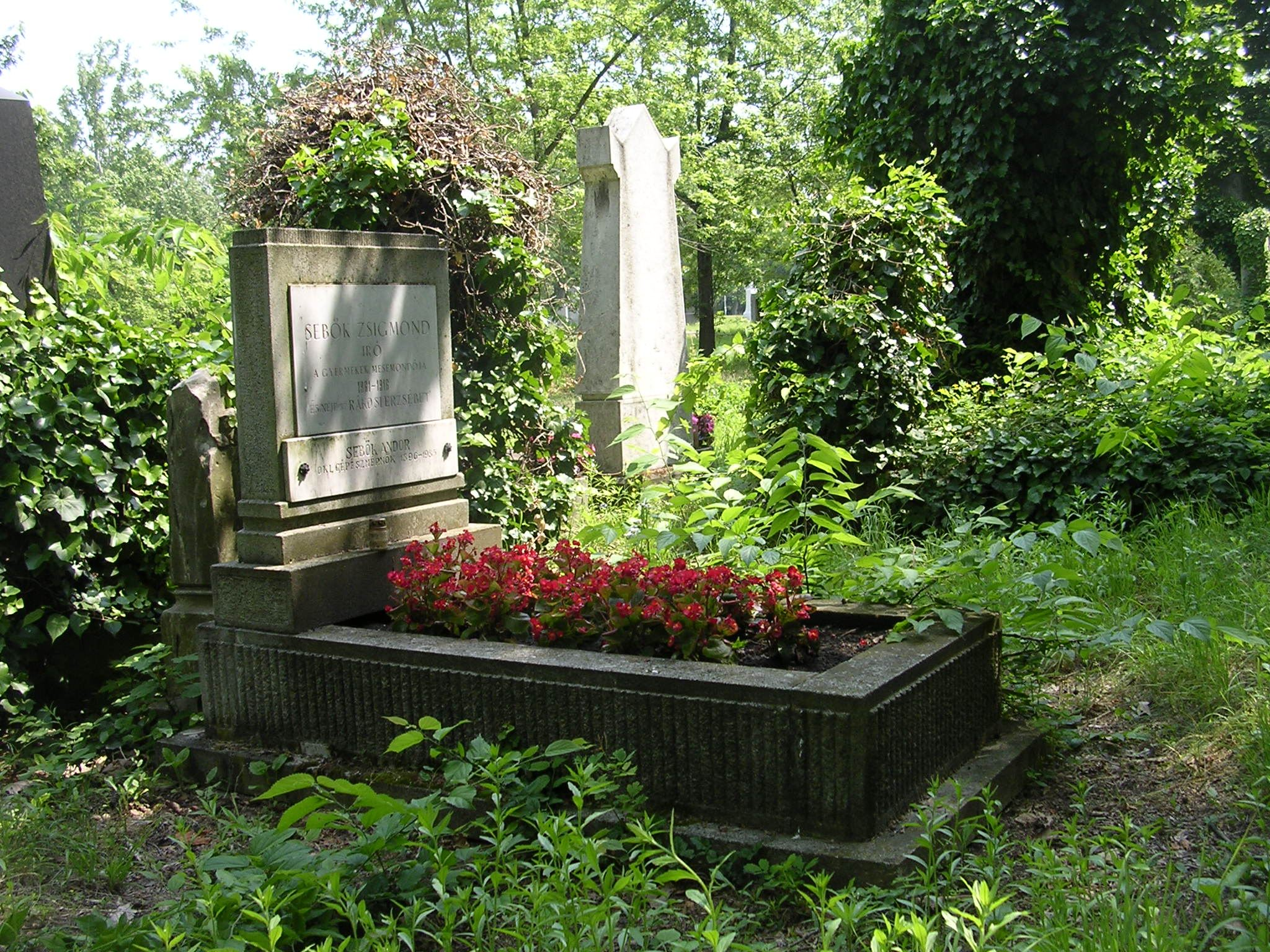
Sírja a Fiumei úti sírkertben (20/1-1-39)

## További irodalom
- Molnár Ferenc: Emlékezés Sebők Zsigmondról. Nyugat, 1923
- Katona Piroska: Sebők Zsigmond. Kecskemét, 1939
- Komáromi Gabriella: Elfelejtett irodalom, 1990